# Pimplaetus malaisei
Pimplaetus malaisei là một loài tò vò trong họ Ichneumonidae.